# Cosmas Silei
Cosmas Silei (* 10. September 1948) ist ein ehemaliger kenianischer Mittelstrecken- und Hürdenläufer.
Bei den Olympischen Spielen 1972 in München schied er über 1500 m im Vorlauf aus.
1973 siegte er bei den Afrikaspielen in Lagos über 800 m.
Bei den British Commonwealth Games 1974 in Christchurch wurde er Fünfter über 400 m Hürden und scheiterte über 1500 m im Vorlauf.

## Persönliche Bestzeiten
- 800 m: 1:45,3 min, 2. Juli 1973, Stockholm
- 1500 m: 3:39,5 min, 1. Juli 1972, Kisumu
- 400 m Hürden: 50,02 s, 29. Januar 1974, Christchurch